# Хипотермия
Хипотермия (от гръцки: хипо – под и терме – топлина) е състояние на организма, при което телесната температура пада под 35 °C (95 °F) – температура, твърде ниска за осъществяване на нормалния обмен на веществата в тялото и функционирането на организма. Нормалната телесната температура при човека се поддържа в относително постоянни нива – между 36.5 – 37.5 °C (98 – 100 °F), чрез хомеостазата и терморегулацията. Когато тялото е изложено продължително време на студ и организмът не може да възстанови изгубената топлина, телесната температура започва да спада. Характерни за намаляването на телесната температура симптоми са треперене и умствени смущения (загуба на памет, ориентация).
При хипотермия жизнеността на организма рязко спада заради липсата на достатъчно кислород. Това обстоятелство се използва в медицинската практика за разграничаване на изкуствена местна и обща хипотермия. С местна хипотермия се лекуват кръвоизливи, травми и възпаления. Общата хипотермия се прилага при операции на жизненоважни органи (например сърце), за които трябва временно спиране на кръвообращението.
Един от случаите на хора с най-ниска телесна температура е документиран в Швеция през 2010 година. Тогава на 7-годишно момиче е измерена температура 13 °C (55,4 °F).
Хипотермията е противоположност на инсолацията (или хипертермия), която се получава при топлинен удар.

## Класификация
Нормалната човешка телесна температура при възрастните е между 36,4 и 37,8 °C. Понякога се посочва и температура в по-тесни граници – 36,5 – 37,5 °C(98 – 100 °F). При хипотермия температурата е под 35 °C. Хипотермията се дели на четири поднива: лека – 32 – 35 °C (90 – 95 °F); средна – 28 – 32 °C (82 – 90 °F); тежка – 20 – 28 °C (68 – 82 °F) и дълбока при температура под 20 °C (68 °F).